# Tema (informàtica)

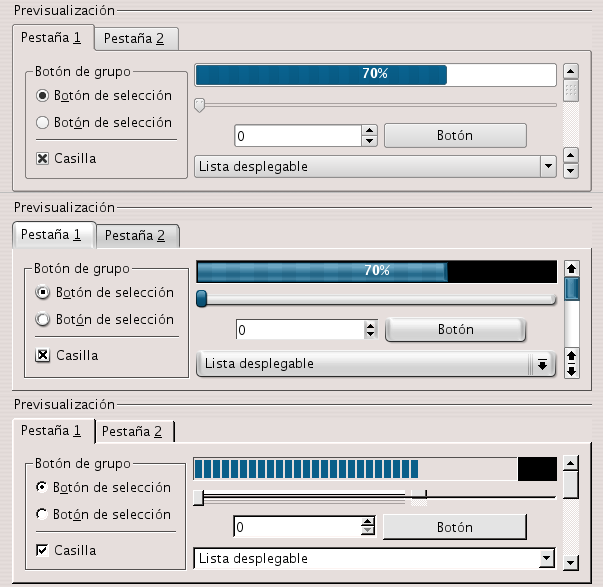
Diverses "skins"per a un programa Qt : Plastik, Keramik, i Windows.

En informàtica, un tema (theme, o skin, en anglès), és un paquet predefinit que conté "skins" gràfics i detalls de funcionalitat. Un tema sol incloure un conjunt de formes i colors per als elements de control gràfic, la decoració de les finestres o la pròpia finestra. Els "skins" s'utilitzen per poder personalitzar el look and feel d'un programa informàtic o d'un sistema operatiu.
També conegut com a skin (o estil visual a Windows XP) és un paquet pre-definit d'aspecte gràfic personalitzat que s'aconsegueix mitjançant l'ús d'una interfície gràfica d'usuari (GUI) que es pot aplicar a programes d'ordinador, sistema operatius i llocs web específics. per tal d'adaptar el tema als gustos dels diferents usuaris. Com a tal, un tema pot canviar completament el look and feel i la interfície de navegació d'una aplicació informàtica.
Els programes que són capaços d'aplicar un tema (o skin) es coneixen com a skinnables, i el procés d'aplicació d'aquests "skins" es coneix com skinning. L'aplicació d'un aspecte canvia el look and feel d'un programa: alguns "skins" només fan que el programa sigui més agradable estèticament, però d'altres poden reorganitzar els elements de la interfície, fent possible que el programa sigui més fàcil d'utilitzar.

## Ús

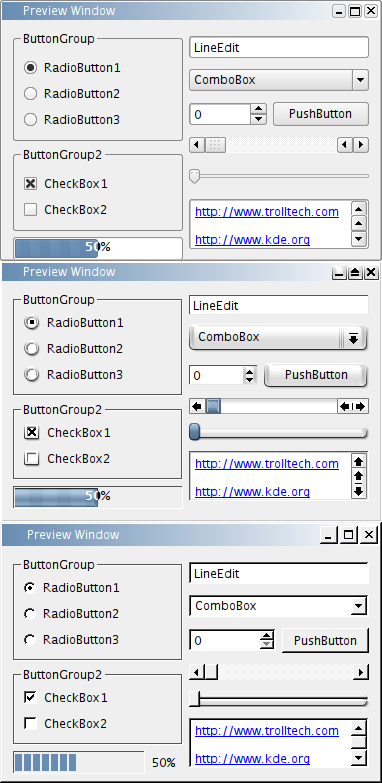
La mateixa GUI (utilitzant Qt) amb tres "skins" diferents

Els "skins" s'utilitzen sovint per canviar look and feel d'una àmplia gamma de coses alhora, cosa que els fa molt menys granulars que permetre a l'usuari configurar cada opció individualment. Per exemple, els usuaris poden desitjar les vores de la finestra d'un tema concret, però instal·lar-lo també alteraria el fons de l'escriptori.
Un mètode per tractar-ho és permetre a l'usuari seleccionar quines parts del tema vol carregar; per exemple, a Windows 98, els usuaris podien carregar el fons de pantalla d'un tema, però deixar les icones intactes.

## Aplicacions
Els "skins" més popularses van començar a utilitzar els clients de missatgeria instantània, centre de mitjans i programes reproductors multimèdia, com ara Trillian i Winamp, per raó de l'associació amb l'entreteniment que aquests programes intenten fomentar.
Firefox i Google Chrome admeten algun tipus o forma de tema. Firefox i el seu germà Thunderbird) admeten"skins" lleugers o "skins" complets. Tot i que els "skins" lleugers són simplement imatges de fons per a les barres d'eines del Firefox, els "skins" complets poden arribar a modificar completament l'aparença del Firefox. Google Chrome versió 3.0 o posteriors permeten que els "skins" alterin l'aparença del navegador. Internet Explorer 5 i el seus successors van permetre personalitzar la imatge de fons de les seves barres d'eines.

## Sistemes operatius

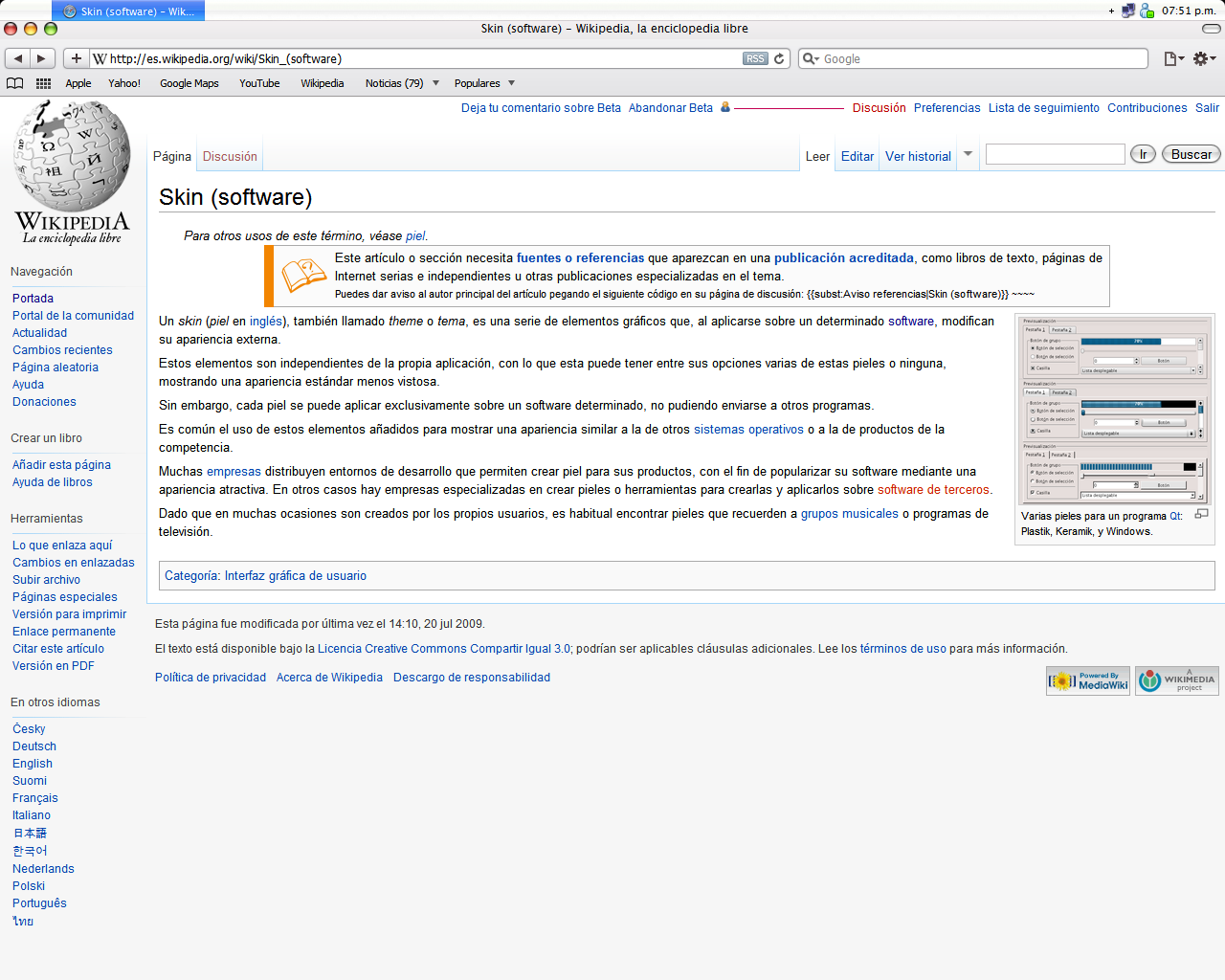
Microsoft Windows XP amb un tema d'Apple Mac OS X

Es pot canviar l'aspecte dels controls estàndard d'un sistema operatiu amb interfície gràfica basada en finestres. Algunes plataformes suporten programes que fan aquesta tasca. La majoria utilitzen Microsoft Windows, encara que a mesura que ha passat el temps, els programes s'han anat actualitzant i fent-se compatibles amb versions posteriors de Windows o ShapeShifter per a Mac OS X.

### Windows
Microsoft Windows va suportar per primera vegada els "skins" a Windows 95 com un paquet d'aplicacions independent anomenat Microsoft Plus! per a Windows 95. Més tard, els "skins" van ser compatibles amb Windows 98 i s'hi van incorporar. Aquests sistemes operatius, així com el seu successor, Windows Me, van venir amb "skins" que personalitzaven fons d'escriptori, icones, colors de la interfície d'usuari, sons de Windows i cursors del ratolí. Windows XP va ampliar el suport de "skins" de Windows afegint estils visuals i permetent que cada tema n'especifiqui un. Aquesta característica es va transferir a Windows Vista que va afegir Windows Aero, però es va eliminar amb Windows 8. Les aplicacions de tercers com ara WindowBlinds, TuneUp Utilities i Desktop Architect milloren les capacitats del tema. També es pot afegir suport per a "skins" personalitzats aplicant pedaços als fitxers del sistema, que Microsoft no aprova.

### Linux
Els sistemes operatius Linux poden suportar "skins" en funció dels seus gestors de finestres i entorns d'escriptori. IceWM utilitza "skins" per personalitzar la seva barra de tasques, vores de finestra i format d'hora. Window Maker pot emmagatzemar colors per a icones, menús i vores de finestres en un tema, però això és independent de la configuració del fons de pantalla. GNOME i KDE utilitzen dos conjunts independents de "skins": un per alterar l'aparença dels elements de la interfície d'usuari (com ara botons, barres de desplaçament o elements de llista) i un altre tema per personalitzar l'aparença de les finestres (com ara vores de finestres i barres de títol).

### macOS
macOS no admet "skins" de manera nativa. Les aplicacions de tercers com ara Kaleidoscope i ShapeShifter poden afegir-ho.

### Android
Tot i que Android no admet "skins", el CyanogenMod bifurcat i el seu successor LineageOS tenen suport de "skins" natius. El motor de "skins" CM s'utilitza al seu torn en moltes altres ROM d'Android bifurcades, com ara Paranoid Android.

### Interfície estàndard
Algunes plataformes admeten el canvi de la interfície estàndard, inclosa la majoria amb el sistema X Window. Per als que no ho fan, els programes poden afegir la funcionalitat, com ara WindowBlinds per a Microsoft Windows i ShapeShifter per a macOS. També hi ha paquets de programes complets que, modificant els fitxers del sistema operatiu, aconsegueixen canviar l'aparença i la sensació de l'usuari davant l'ordinador, generalment simulen alguna versió posterior del sistema operatiu que s'utilitza. Tal és el cas de Vista Inspirat, Seven Remix i Win OS X, tots per a Microsoft Windows XP

## Llocs web

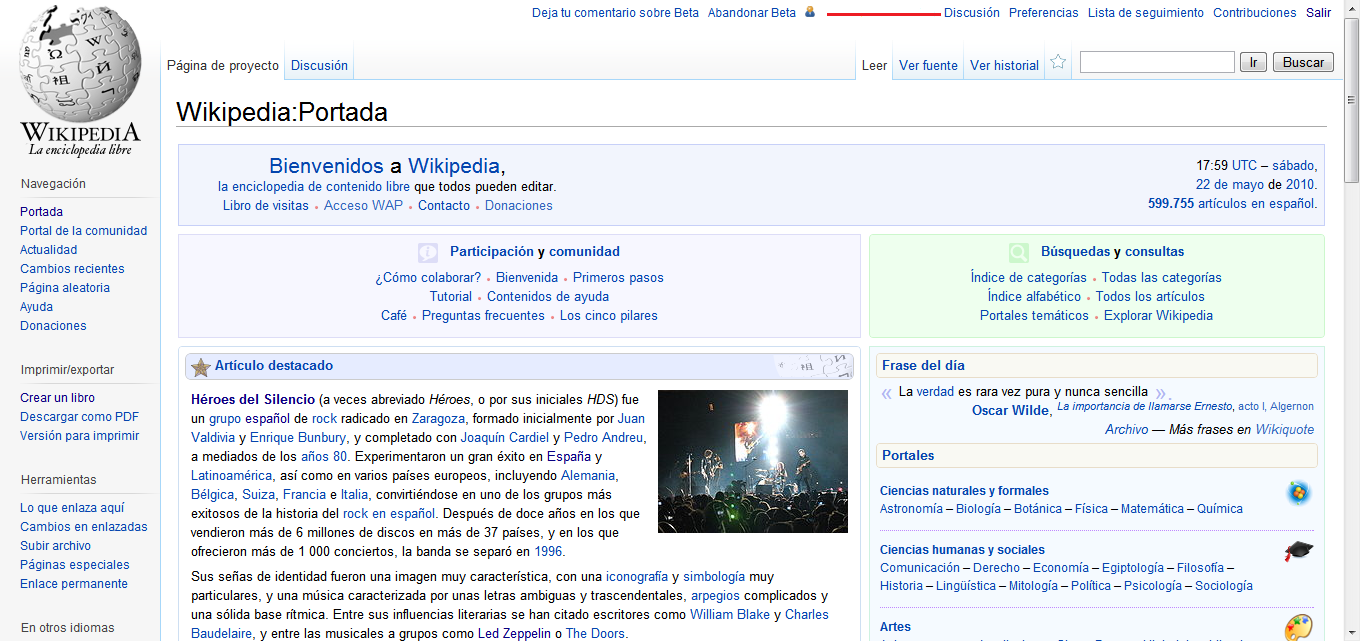
Wikipedia amb el seu tema Beta per a usuaris registrats.

Molts llocs web es poden personalitzar, especialment aquells que ofereixen capacitats socials. Alguns llocs ofereixen "skins" que fan principalment canvis estètics, mentre que alguns, com ara H2G2, ofereixen "skins" que fan canvis importants al disseny de la pàgina. Igual que amb les interfícies de programes autònoms, això es veu facilitat per la tecnologia subjacent del lloc web: XML i XSLT, per exemple, faciliten grans canvis de disseny, mentre que CSS pot produir fàcilment diferents estils visuals.

## Videojocs
En els videojocs, el terme "skin" s'utilitza de manera similar per referir-se a un personatge del joc o opcions cosmètiques per al personatge d'un jugador i altres elements del joc, que poden variar des de diferents esquemes de colors fins a dissenys i vestits més elaborats. Sovint, els "skins" s'atorguen com a contingut desbloquejable per completar objectius o fites específics del joc. De vegades, els "skins" poden incloure encarnacions històriques del personatge del jugador (com ara Insomniac Games ' Spider-Man, que inclou "skins" desbloquejables basats en còmics i aparicions cinematogràfiques de Spider-Man), així com encreuaments amb altres videojocs. (com ara Final Fantasy XIII-2 que ofereix un vestit basat en Ezio Auditore de la franquícia Assassin's Creed, i Super Smash Bros. Ultimate que ofereix articles de vestuari basats en altres personatges de videojocs per als seus personatges personalitzables Mii Fighter). De manera similar , Fortnite Battle Royale ha presentat amplis usos de propietats amb llicència com a base per a les "skins", incloent-hi també propietats que no són de jocs com personatges de còmics, la National Football League i músics.
De vegades, els "skins" es distribueixen com a part del contingut descarregable i com a incentius per a la comanda prèvia per als jocs recentment llançats. A la dècada de 2010, els "skins" es consideraven cada cop més un bé virtual com a part de les estratègies de monetització, especialment als jocs gratuïts i els que es tractaven d'una altra manera com un servei . Mitjançant microtransaccions conegudes comunament com a " caixes de botí ", un jugador pot guanyar una selecció aleatòria d'articles del joc, que poden incloure "skins" i altres articles cosmètics de diferent raresa. Tot i que sovint es defensa com a similar a la pràctica als paquets de reforç per a jocs de cartes col·leccionables, els investigadors han considerat que les caixes de botí són "psicològicament semblants als jocs d'atzar", i la seva inclusió en jocs de preu complet s'han enfrontat a les crítiques dels jugadors per ser un contrari. -Pràctica del consumidor. Han estat substituïts en gran part pels " passes de batalla ", que són col·leccions de reptes i objectius dins del joc que desbloquegen nivells de recompensa a curt o llarg termini.
A través de la plataforma Steam, Counter-Strike: Global Offensive i Team Fortress 2 també permeten als jugadors intercanviar aquests articles, la qual cosa ha fet que hi hagi comunitats que es dediquin a bescanviar -los per diners reals.